# هوندا فيجور
هوندا فيجور (بالإنجليزية: Honda Vigor)‏ هي سيارة مدمجة من صناعة هوندا أنتجت في 1981 وتوقف إنتاجها في 1995.